# Le Bon Sexe illustré
Le Bon Sexe illustré est un essai de l'écrivain français Tony Duvert, publié en 1974 par Les Éditions de minuit. 

## Historique
L'essai, prolongation de l'article de Duvert de 1973 « La sexualité chez les crétins », paru dans la revue littéraire Minuit, est écrit en réaction au succès rencontré par L'Encyclopédie de la vie sexuelle publié par Hachette et considéré comme étant progressiste. Duvert au contraire y voit une adaptation à l'esprit de l'époque du vieil « ordre sexuel » (domination masculine, marginalisation ou absence de l'homosexualité, hétérosexualité considérée principalement sous l'angle reproducteur, ignorance de l'érotisme enfantin).

L'auteur défend la « libération sexuelle des enfants », faisant l'apologie de la pédophilie, affirmant : 

« Il faut reconnaître aux mineurs, enfants et adolescents, le droit de faire l'amour. »

Chacun des chapitres de l'essai est illustré d'une photo représentant un jeune garçon en érection, tirée de l'Encyclopédie de la vie sexuelle (volume destiné aux 10-13 ans), que l'auteur décrit comme « une bite de gamin qui bande ».

## Réception critique
Le caractère provocateur de l'ouvrage est largement dénoncé, même si certaines critiques sont plus nuancées, trouvant par ailleurs des qualités à l'ouvrage, comme Le Nouvel Observateur qui écrit « sous les apparences progressistes des éducateurs, il déjoue un à un les pièges du conformisme et, ce qui est plus grave, le subtil bourrage de crâne de l’ordre sexuel. »
Les livres de Tony Duvert, cependant, « provoquent le scandale », reconnaissent en 1977 Pascal Bruckner et Alain Finkielkraut dans Le Nouveau Désordre amoureux (Éditions du Seuil, page 266), mais pour le déplorer et inviter leurs lecteurs à s'en inspirer.